# Algoritmo de Coppersmith-Winograd
Em álgebra linear, o algoritmo de Coppersmith–Winograd é um algoritmo de multiplicação de matrizes quadradas que, apresenta a maior velocidade assimptótica conhecida até o ano de 2008. O algoritmo recebe o nome de Don Coppersmith e Shmuel Winograd e é capaz de multiplicar matrizes quadradas de dimensão n num tempo de {\displaystyle O(n^{2.375})} (ver notação Grande-O), tendo então desempenho superior quando comparado com o algoritmo trivial, que corre num tempo {\displaystyle O(n^{3})}, e com o algoritmo de Strassen, de tempo {\displaystyle O(n^{2.807})}. Pode ser viável melhorar ainda mais o expoente, no entanto ele deve ser pelo menos 2 (uma vez que uma matriz {\displaystyle n\times n} tem {\displaystyle n^{2}} valores que precisam ser lidos ao menos uma vez para calcular o resultado exato).
O algoritmo de Coppersmith–Winograd é usado frequentemente como base para a construção de outros algoritmos para provar cotas teóricas sobre tempo de processamento. Porém, ao contrário do algoritmo de Strassen, ele não é usado na prática porque só é vantajoso para matrizes tão grandes que não podem ser processadas pelo hardware existente atualmente.
Henry Cohn, Robert Kleinberg, Balázs Szegedy e Christopher Umans obtiveram novamente o algoritmo de Coppersmith–Winograd usando uma construção da teoria de grupos. Eles também mostraram que qualquer uma de duas conjecturas diferentes implicariam que o expoente ótimo para a multiplicação de matrizes é 2, como se suspeita há muito tempo.